# Quincy-sous-Sénart
Quincy-sous-Sénart  [kɛ̃si su senaʁ] je francouzská obec v departementu Essonne v regionu Île-de-France.

## Poloha
Obec Quincy-sous-Sénart se nachází asi 25 km jihovýchodně od Paříže. Obklopují ji obce Épinay-sous-Sénart na severu a na severozápadě, Boussy-Saint-Antoine na severovýchodě, Varennes-Jarcy na východě, Combs-la-Ville na jihovýchodě, Tigery na jihu, Étiolles na jihozápadě a Soisy-sur-Seine na západě.

## Vývoj počtu obyvatel
Počet obyvatel

## Partnerská města
- Montemarciano (Itálie)
- Saint-Bruno-de-Montarville (Kanada)
- Saue (Estonsko)